# Organizacja baterii artylerii przeciwlotniczej motorowej typu A
Organizacja baterii artylerii przeciwlotniczej motorowej typu A – etat wojenny pododdziału artylerii przeciwlotniczej Wojska Polskiego II RP.
25 listopada 1935 roku Komitet do Spraw Uzbrojenia i Sprzętu podjął uchwałę w sprawie wyposażenia, w latach 1935–1939, wszystkich czynnych dywizji piechoty w czterodziałowe baterie artylerii przeciwlotniczej o trakcji motorowej. Realizację uchwały zakończono przed wybuchem II wojny światowej.
17 grudnia 1936 roku na posiedzeniu KSUS rozpatrzono przedstawione przez Inspektora Obrony Powietrznej Państwa postulaty i uchwalono plan rozbudowy oraz unowocześnienia środków obrony przeciwlotniczej zgodnie, z którym dywizja piechoty posiadać miała baterię artylerii przeciwlotniczej uzbrojoną w sześć dział przeciwlotniczych 40 mm i 8 ciężkich karabinów maszynowych. Do wojny nie zdołano zwiększyć liczby dział z 4 do 6 w każdej z baterii. 
W styczniu 1937 roku KSUS zatwierdził plan utworzenia czterech oddziałów pancerno-motorowych. Każdy z oddziałów miał dysponować jedną czterodziałową baterią dział przeciwlotniczych 40 mm i 8 ckm.
Baterie nie występowały samodzielnie w organizacji pokojowej Wojska Polskiego z wyjątkiem 13 samodzielnej baterii artylerii przeciwlotniczej w Równem. Były organicznymi jednostkami artylerii przeciwlotniczej, całkowicie zmotoryzowanymi, czynnych dywizji piechoty na stopie wojennej i brygad pancerno-motorowych.
Każda z baterii typu „A” składała się z czterech plutonów. Pluton uzbrojony był w jedną 40 mm armatę plot. wzór 1936 i dwa lekkie karabiny maszynowe oraz wyposażony w dwa ciągniki C2P i radiostację N2. W niektórych bateriach zamiast lkm-ów były ckm-y na samochodach Fiat 508/518. Ponadto bateria posiadała jedną radiostację N1 i 34 samochody. Zapas amunicji wynosił 4 jednostki ognia na każde z czterech dział. Jednostka ognia wynosiła 200 nabojów. Stan etatowy baterii liczył 6 oficerów oraz 163 podoficerów i szeregowych. 
Zgodnie z planem mobilizacyjnym „W”, wszystkie baterie zmobilizowane zostały w alarmie, w grupie jednostek oznaczonych kolorem brązowym (podgrupa 2 - OPL). Formowanie baterii rozpoczęto 24 sierpnia 1939 roku o godz. 6. Poszczególne baterie osiągnąć miały gotowość bojową po upływie 24–44 godzin od rozpoczęcia mobilizacji.
Jednostkami mobilizującymi były:
- 1 pułk artylerii przeciwlotniczej w garnizonie Warszawa dla dywizji piechoty stacjonujących na terenie OK I oraz dla 26 DP i formującej się Warszawskiej Brygady Pancerno-Motorowej,
- 2 dywizjon artylerii przeciwlotniczej w garnizonie Grodno dla 20 i 29 DP,
- 3 dywizjon artylerii przeciwlotniczej w garnizonie Wilno dla DP stacjonujących na terenie OK III,
- 5 dywizjon artylerii przeciwlotniczej w garnizonie Kraków dla DP stacjonujących na terenie OK V oraz dla 7 i 24 DP,
- 6 dywizjon artylerii przeciwlotniczej w garnizonie Lwów dla DP stacjonujących na terenie OK VI oraz dla 10 BK,
- 7 dywizjon artylerii przeciwlotniczej w Poznaniu dla DP stacjonujących na terenie OK VII i 10 DP,
- 8 dywizjon artylerii przeciwlotniczej w Toruniu dla DP stacjonujących na terenie OK VIII,
- 9 dywizjon artylerii przeciwlotniczej w garnizonie Brześć dla DP stacjonujących na terenie OK IX i 3 DP,
- 11 dywizjon artylerii przeciwlotniczej w Stężycy dla 2 DPLeg i 22 DPG stacjonujących na terenie OK X,
- 13 samodzielna bateria artylerii przeciwlotniczej w Równem dla 13 DP,
- 15 dywizjon artylerii przeciwlotniczej w Katowicach dla 23 DP.

22 sierpnia 1939 roku zostały wydane rozkazy do formowania dwóch nowych pododdziałów artylerii przeciwlotniczej, które w 1940 roku miały przejąć część zadań mobilizacyjnych:
- 4 dywizjon artylerii przeciwlotniczej w Kutnie,
- 12 dywizjon artylerii przeciwlotniczej w Kowlu.

Ponadto czyniono przygotowania do sformowania 23 dywizjonu artylerii przeciwlotniczej w Wołkowysku.
| Bateria | Dowódca                              | Jednostka mobilizująca | Przydział taktyczny | Faktyczny przydział                          | Zestrzelenia |
| Nr 1    | por. Stefan Maria Osostowicz         | 3 daplot               | 1 DPLeg             | OPL OK I (most kol. w Orzechowie)            | 5            |
| Nr 2    | por. Alfred Adam Słociński           | 11 daplot              | 2 DPLeg             | OPL OK I (Dęblin)                            | -            |
| Nr 3    | kpt. Stanisław Małecki               | 9 daplot               | 3 DPLeg             | OPL OK IX (most w Siemiatyczach)             | -            |
| Nr 4    | kpt. Leon Furmanowicz                | 8 daplot               | 4 DP                | OPL Armii "Pomorze" (lotnisko w Toruniu)     | 2            |
| Nr 5    | kpt. Edward Dyhdalewicz              | 6 daplot               | 5 DP                | OPL SGO "Narew" (Białystok)                  | -            |
| nr 6    | por. Józef Grzegorz Dac              | 5 daplot               | 6 DP                | OPL Armii "Kraków" (Kraków)                  | 7            |
| Nr 7    | kpt. Stanisław Marczak               | 5 daplot               | 7 DP                | 7 DP                                         | 7            |
| Nr 8    | kpt. Józef Płodowski                 | 1 paplot               | 8 DP                | OPL Armii "Modlin" (Twierdza Modlin)         | 24           |
| Nr 9    | por. Tadeusz Walużyniec              | 1 paplot               | 9 DP                | 9 DP                                         | -            |
| Nr 10   | por. Stanisław Mieczysław Ungeheier  | 7 daplot               | 10 DP               | 10 DP                                        | -            |
| Nr 11   | kpt. Tadeusz Dobiesław Hordyński     | 6 daplot               | 11 DP               | OPL OK V (Tarnów)                            | -            |
| Nr 12   | kpt. Franciszek Burski               | 6 daplot               | 12 DP               | 12 DP                                        | -            |
| Nr 13   | kpt. Teodor Augustyn Zachariasiewicz | 13 sbaplot             | 13 DP               | OPL Armii "Pomorze" (most we Włocławku)      | 1            |
| Nr 14   | kpt. Stanisław Zaleski               | 7 daplot               | 14 DP               | 14 DP                                        | 13           |
| Nr 15   | por. Tomasz Neugebauer               | 8 daplot               | 15 DP               | 15 DP                                        | 2            |
| Nr 16   | kpt. Julian Wojtusiak                | 8 daplot               | 16 DP               | 16 DP                                        | -            |
| Nr 17   | kpt. Wiktor Borodzicz                | 7 daplot               | 17 DP               | 17 DP                                        | 7            |
| Nr 18   | por. Wiktor Pławiński                | 1 paplot               | 18 DP               | 18 DP                                        | 12           |
| Nr 19   | kpt. Władysław Jan Żdżarski          | 3 daplot               | 19 DP               | OPL Armii "Modlin" (mosty na Wiśle w Płocku) | -            |
| Nr 20   | ppor. Witold Barancewicz             | 2 daplot               | 20 DP               | OPL SGO "Narew" (most w Małkini)             | -            |
| Nr 21   | kpt. Borys Godunow                   | 5 daplot               | 21 DPG              | 21 DPG                                       | -            |
| Nr 22   | por. rez. Janusz Makarczyk           | 11 daplot              | 22 DPG              | OPL mostów w Sandomierzu                     | 28           |
| Nr 23   | kpt. Ferdynand Blechinger            | 15 daplot              | 23 DP               | 23 DP                                        | -            |
| Nr 24   | kpt. Józef Jan Kopeć                 | 5 daplot               | 24 DP               | OPL węzła kolejowego w Kutnie                | -            |
| Nr 25   | kpt. Paweł Kazimierz Żniński         | 7 daplot               | 25 DP               | 25 DP                                        | 1            |
| Nr 26   | kpt. Zbigniew Feliks Luer            | 1 paplot               | 26 DP               | 26 DP                                        | 5            |
| Nr 27   | kpt. Władysław Bandrowski            | 9 daplot               | 27 DP               | 27 DP                                        | -            |
| Nr 28   | por. Marian Jan Ostaszewski          | 1 paplot               | 28 DP               | 28 DP                                        | 2            |
| Nr 29   | kpt. Kazimierz de Latour             | 2 daplot               | 29 DP               | OPL Wilno                                    | -            |
| Nr 30   | por. Tytus Jakubowski                | 9 daplot               | 30 DP               | OPL węzła kolejowego w Koluszkach            |              |
| Nr 71   | por. Roman Władysław Zwil            | 6 daplot               | 10 BK               | 10 BK                                        | 2            |
| Nr ?    | Nie została sformowana               | 1 paplot               | WBPM                | WBPM                                         | -            |